# レ・ミゼラブル (1958年の映画)
『レ・ミゼラブル』（原題: Les Misérables）は、1958年のフランス映画である。原作はヴィクトル・ユゴーの同名小説。
数々の映画化作品の中で、最も原作を忠実に再現された作品として高く評価されており、約10億フランの巨額を賭けて製作された巨編映画である。今日でも、古典映画の中でも特に最高傑作として評価されており、根強いファンも少なくない。

## キャスト
| 役名                                | 俳優                                | 日本語吹替                                                                                           | 日本語吹替                                                             |
| 役名                                | 俳優                                | TBS旧版                                                                                              | TBS新版                                                                |
| 主要人物                            | 主要人物                            | 主要人物                                                                                             | 主要人物                                                               |
| ----------------------------------- | ----------------------------------- | --- | ---------------------------------------------------------------------- |
| ジャン・ヴァルジャン マドレーヌ市長 | ジャン・ギャバン                    | 若山弦蔵                                                                                             | 森山周一郎                                                             |
| ジャヴェール警部                    | ベルナール・ブリエ                  | 西田昭市                                                                                             | 筈見純                                                                 |
| ミリエル司教                        | フェルナン・ルドゥー                | 永井一郎                                                                                             | 村松康雄                                                               |
| ファンティーヌ                      | ダニエル・ドロルム                  | 五月女道子                                                                                           | 小宮和枝                                                               |
| コゼット                            | ベアトリス・アルタリバ              | 山崎左度子                                                                                           | 麻上洋子                                                               |
| コゼット                            | マーティン・ハーヴェット （幼年期） | 朝井ゆかり                                                                                           |                                                                        |
| マリウス・ポンメルシー              | ジャンニ・エスポジト                | 仲村秀生                                                                                             | 島田敏                                                                 |
| テナルディエ一家                    |                                     | |                                                                        |
| テナルディエ                        | ブールヴィル                        | 千葉耕市                                                                                             | 池田勝                                                                 |
| テナルディエ夫人                    | エルフリード・フローリン            | 月まち子                                                                                             | 鳳芳野                                                                 |
| エポニーヌ                          | シルヴィア・モンフォール            | 伊藤牧子                                                                                             | 松岡洋子                                                               |
| エポニーヌ                          | ミレイユ・デクス （幼年期）         | 伊藤牧子                                                                                             |                                                                        |
| アゼルマ                            | イザベル・ロベ                      | 金井佳子                                                                                             |                                                                        |
| ガヴローシュ                        | ジミー・ウルバン                    | 牛込安子                                                                                             |                                                                        |
| ABCの友                             |                                     | |                                                                        |
| アンジョルラス                      | セルジュ・レジアニ                  | 青野武                                                                                               | 西村知道                                                               |
| コンブフェール                      | ラウファー                          | 小林修                                                                                               |                                                                        |
| クールフェラック                    | ジャック・ハーデン                  | 細井重之                                                                                             |                                                                        |
| プルーヴェール                      | ピエール・タバール                  | 中村武己                                                                                             |                                                                        |
| フイイー                            | ジェラール・ダリュー                | 奥原晃                                                                                               |                                                                        |
| バオレル                            | ベイヤート                          | 南祐輔                                                                                               |                                                                        |
| グランテール                        | マルク・エイロー                    | 兼本新吾                                                                                             |                                                                        |
| マブーフ氏                          | ジーン・ディード                    | 大川修司                                                                                             |                                                                        |
| その他の登場人物                    |                                     | |                                                                        |
| マグロアール夫人                    | ジュリエンヌ・パロリ                | 朝井ゆかり                                                                                           |                                                                        |
| サンプリス修道女                    | マドレーヌ・バルビュレ              | 島美弥子                                                                                             |                                                                        |
| ジョルジュ・ポンメルシー大佐        | ジャン・ミュラ                      | 木谷省三                                                                                             |                                                                        |
| ジルノルマン爺                      | ルシアン・バルー                    | 吉沢久嘉                                                                                             |                                                                        |
| ジルノルマン嬢                      | スザンヌ・ニヴェット                | 朝井ゆかり                                                                                           |                                                                        |
| トゥーサン                          | ロール・パイエット                  | 中原郁江                                                                                             |                                                                        |
| プティ・ジェルヴェ                  | クリスチャン・フォカード            | 牛込安子                                                                                             |                                                                        |
| バマタボワ                          | ベルナール・ミュッソン              | 芹川洋                                                                                               |                                                                        |
| シャンマティユー                    | ジャン・ギャバン                    | |                                                                        |
| モントルイユ＝シュル＝メールの知事  | ジャン・オゼンヌ                    | 及川広夫                                                                                             |                                                                        |
| 枢機卿                              | ルネ・フルール                      | |                                                                        |
| 警察署長                            | ルイ・アルベッシェ                  | 西沢由郎                                                                                             |                                                                        |
| 准将                                | エドモン・アルディソン              | 品川透                                                                                               |                                                                        |
| アラスの裁判長                      | ゲルハルト・ビーネルト              | 奥原晃                                                                                               |                                                                        |
| マドレーヌ市長の秘書                | ジャック・マラン                    | |                                                                        |
| マドレーヌ市長の使用人              | マッグ・アブリル                    | 伊東河津子                                                                                           |                                                                        |
| ナレーター                          | ジャン・トパール                    | 小林恭治                                                                                             | 寺島幹夫                                                               |
| 不明 その他                         | N/A                                 | 今西正男 沢村たすく 雨森雅司 平井俊明 榎本陽介 真野純 伊藤牧子 中沢すみえ 島山京子 島村安弘 水鳥鉄夫 | 広瀬正志 丸山詠二 大滝進矢 稲葉実                                      |
| 日本語版スタッフ                    |                                     | |                                                                        |
| 演出                                | 演出                                | 斯波重治                                                                                             | 水本完                                                                 |
| 翻訳                                | 翻訳                                | 榎本義昭                                                                                             | 入江敦子                                                               |
| 効果                                | 効果                                | NES                                                                                                  |                                                                        |
| 調整                                | 調整                                | 栗林秀年                                                                                             |                                                                        |
| 制作                                | 制作                                | オムニバスプロモーション                                                                             | ザック・プロモーション                                                 |
| 解説                                |                                     | |                                                                        |
| 初回放送                            | 初回放送                            | 1966年7月7日・8日 『深夜劇場』 24:00 -                                                               | 1986年8月29日・9月5日 『金曜ロードショー』 25:44 - 27:24 25:19 - 27:11 |

## スタッフ
- 原作：ヴィクトル・ユゴー
- 監督：ジャン＝ポール・ル・シャノワ
- 脚本：ルネ・バジャベル、ミシェル・オーディアール、ジャン＝ポール・ル・シャノワ
- 製作：ジャン＝ポール・ル・シャノワ